# Władimir Wietrow
Władimir Ippolitowicz Wietrow (ros. Владимир Ипполитович Ветров, ur. 19 października 1932, zm. 23 lutego 1985) – radziecki wojskowy, podpułkownik Pierwszego Zarządu Głównego Komitetu Bezpieczeństwa Państwowego.
Został zwerbowany przez francuski wywiad DST; przekazał informacje o radzieckim programie pozyskiwania zachodnich technologii. Wykryty przez radziecki kontrwywiad, został rozstrzelany w 1985. Był pierwowzorem bohatera filmu "Kryptonim Farewell" z 2009.